# Prepreg
Prepreg (verkürzt aus preimpregnated) ist die Bezeichnung für mit einer thermoplastischen oder duroplastischen Matrix vorimprägnierte, meist ebene, flächige textile Halbzeuge wie unidirektionale Schichten aus Fäden oder Gewebe oder Gelege mit rechtwinklig angeordneten Fäden.
Prepregs werden zur Herstellung von Bauteilen unter Temperatur und Druck ausgehärtet. Sie werden beispielsweise bahnförmig, auf Rollen gewickelt, geliefert. Unter den Begriff Prepreg fallen nicht nur unidirektional verstärkte oder flächige Halbzeuge, sondern auch sonstige Vorformlinge von prinzipiell beliebiger Gestalt, die im weitesten Sinne aus einer mit Fasern gefüllten, ungehärteten duroplastischen Matrix bestehen. Die Matrix befindet sich dabei im teilvernetzten, sog. B-Zustand (engl. B-stage) und ist pastös bis fest, kann aber durch Erwärmung wieder verflüssigt werden.
Prepregs sind maschinell verarbeitbar und werden daher hauptsächlich in automatisierten Prozessen eingesetzt. Sie ergeben eine gleichmäßige und hohe Qualität. Vorteile sind ihre niedrige Ondulation und der hohe Faservolumenanteil. Durch die Aushärtung unter hohen Temperaturen sind kurze Taktzeiten möglich. Die Verarbeitung erfordert einen hohen Investitionsaufwand z. B. für Autoklaven, Legeroboter, gekühlte Lagerhaltung.
Prepregs dürfen nicht mit duroplastischen Faser-Matrix-Halbzeugen wie BMC (Bulk Molding Compound) oder SMC (Sheet Molding Compound) verwechselt werden, welche nicht Endlosfasern, sondern kürzere Fasern, in der Regel < 50 mm, als Faseranteil enthalten. 

## Anwendungsgebiete
- In der Luftfahrtindustrie wird Prepreg in großen Mengen verarbeitet. Während glasfaserverstärkter Kunststoff hauptsächlich für Kleinflugzeuge oder den Hauptrotor von Hubschraubern verwendet wird, kommen die kostenintensiveren Kohlenstofffasern vermehrt bei Verkehrsflugzeugen und in der Militärtechnik der neuen Generation zur Anwendung. So zeichnen sich beispielsweise der Airbus A380 durch einen Massenanteil von rund 20 % und der Airbus A350 durch einen Massenanteil von ca. 50 % an Kohlenstofffaser-Prepregs aus. In den Seitenleitwerken der Airbus-Flotte werden Kohlenstofffaser-Prepregs seit mehr als 20 Jahren eingesetzt.
- In der Automobilindustrie wird anteilig wenig Prepreg verarbeitet. Aufgrund der meist hohen Preise für Prepregs finden dort Formmassen wie BMC oder SMC Anwendung. Ausnahmen bilden
- Motorsport
- Raumfahrt
- Sportgeräte
- Segelyachten
- Orthopädietechnik sowohl in der Orthetik als auch in der Prothetik
- In der Elektrotechnik als „Zwischenlage“ in Multilayer-Leiterplatten und als Isolierstoff für elektrische Maschinen und Transformatoren
- Bei Windenergieanlagen zum Rotorblattbau

## Fasertypen
Als Fasertypen kommen alle gängigen Verstärkungsfasern in Frage. In der Praxis werden aber hauptsächlich
- Glasfasern
- Basaltfasern
- Kohlenstofffasern
- Aramidfasern

zu Prepreg verarbeitet.

## Matrix
Man unterscheidet die Matrixsysteme nach ihrer Aushärtetemperatur und dem Harztyp. Die Aushärtetemperatur beeinflusst im hohen Maß die Glasübergangstemperatur und damit die Einsatztemperatur. Bei Militärflugzeugen werden hauptsächlich 180 °C-Systeme verwendet.

### Zusammensetzung
Die Prepreg-Matrix besteht aus einer Mischung von Harz und Härter, in manchen Fällen noch ein Beschleuniger. Durch Tiefkühlen bei −20 °C wird verhindert, dass das Harz mit dem Härter reagiert. Wird die Kühlkette unterbrochen, startet die Reaktion und das Prepreg wird unbrauchbar. Es gibt jedoch auch Hochtemperatur-Prepregs, welche eine gewisse Zeit bei Raumtemperatur gelagert werden können. Diese Prepregs können dann allerdings nur in einem Autoklaven unter erhöhter Temperatur ausgehärtet werden.
Durch spezielle Reifeverfahren und Zuschlagstoffe wird die gewünschte Klebrigkeit (tack) eingestellt. Dadurch ist es möglich, Prepreg auch auf konvexe Formen zu schichten.

### Harztypen
Es werden überwiegend Harze auf Epoxidharzbasis verwendet. Prepregs auf Vinylesterbasis sind ebenfalls erhältlich. Da Vinylesterharze mit Aminbeschleuniger oder Kobalt vorbeschleunigt werden müssen, ist ihre Verarbeitungszeit bei Raumtemperatur kürzer als bei Prepregs auf Epoxidharzbasis. Als Katalysator (auch Härter genannt) kommen Peroxide wie Methylethylketonperoxid (MEKP), Acetylacetonperoxid (AAP) oder Cyclohexanonperoxid (CHP) zum Einsatz. Vinylesterharz wird bei hoher Schlagbeanspruchung eingesetzt.

## Verarbeitung
Prepregs werden häufig unter erhöhter Temperaturen von ca. 120–200 °C ausgehärtet. Sie können mit der Heißpresstechnik oder der Autoklavtechnik verarbeitet werden. Bei beiden Techniken erhöht sich durch den Druck der Faservolumenanteil. Es sind seit einigen Jahren auch "Niedertemperatur"-Prepregs mit Aushärtetemperaturen von 80–100 °C verfügbar.
Mit der Autoklavtechnik sind die besten Qualitäten herstellbar. Durch die Kombination von Druck (und ggf. Vakuum) und Temperatur entstehen Bauteile mit sehr geringen Lufteinschlüssen (Anteil < 1 %).
Der Aushärtung kann ein Temperprozess folgen, der der vollständigen Vernetzung dient.